# 178-ма танкова дивізія (Третій Рейх)
178-ма резервна танкова дивізія (Третій Рейх) (нім. 178. Reserve-Panzer-Division) — резервна танкова дивізія Вермахту, що існувала у складі Сухопутних військ Німеччини в роки Другої світової війни. У бойових діях участі не брала.

## Історія
178-ма резервна танкова дивізія сформована 1 серпня 1943 шляхом перейменування Запасної танкової дивізії № 178 (нім. Panzer-Division Nr. 178).
Дивізія веде свою історію від заснування 15 грудня 1940 року в Лігниці у VIII-му військовому окрузі Вермахту дивізії № 178, як основного центру підготовки резервів для німецьких військ, що дислокувалися у Сілезії. Комплектування формування здійснювалося шляхом виділення моторизованих частин зі складу 148-ї та 158-ї резервних дивізій. На базі 178-ї дивізії здійснювалася інтенсивна підготовка танкових та моторизованих компонентів сухопутних військ Вермахту.
20 квітня 1942 року дивізія перейменована на 178-му запасну моторизовану дивізію, пізніше, з серпня 1943, вона продовжує дислокуватися на території Сілезії під новою назвою 178-ма резервна танкова дивізія.
Фактичне розформування танкової дивізії розпочалося наприкінці 1944 року, а у січні 1945 року майже усі підрозділи 178-ї резервної танкової дивізії були передані танковій дивізії «Татри». 128-й моторизований гренадерський полк, що залишився в Сілезії був переданий у підпорядкування штабу 8-го округу, й згодом розгромлений радянськими військами, що наступали.

## Райони бойових дій
- Німеччина (Сілезія) (грудень 1940 — січень 1945).

## Командування

### Командири
Дивізія № 178
- Генерал-лейтенант Курт Бернард (нім. Curt Bernard) (15 грудня 1940 — 20 квітня 1942);

178-ма запасна моторизована дивізія
- Генерал-лейтенант Курт Бернард (20 квітня 1942 — 5 квітня 1943);

Запасна танкова дивізія № 178
- Генерал-лейтенант Фрідріх-Вільгельм фон Лепер (нім. Friedrich-Wilhelm von Löper) (5 квітня — 1 серпня 1943);

178-ма резервна танкова дивізія
- Генерал-лейтенант Фрідріх-Вільгельм фон Лепер (1 серпня 1943 — 1 жовтня 1944);
- Генерал-лейтенант Карл-Фрідріх фон дер Меден (нім. Karl-Friedrich von der Meden) (1 — 9 жовтня 1944);
- Генерал-майор Ганс-Ульріх Бак (нім. Hans-Ulrich Back) (9 жовтня 1944 — 1 січня 1945);
- Генерал-лейтенант Карл-Фрідріх фон дер Меден (1 — ? січня 1945).

### Підпорядкованість
| Час     | Корпус | Армія | Група армій (округ)  | Штаб    |
| ------- | ------ | ----- | -------------------- | ------- |
| 1940    |        |       |                      |         |
| грудень | —      | —     | 8-й військовий округ | Лігниць |
| 1941    |        |       |                      |         |
| січень  | —      | —     | 8-й військовий округ | Лігниць |
| 1942    |        |       |                      |         |
| січень  | —      | —     | 8-й військовий округ | Лігниць |
| 1943    |        |       |                      |         |
| січень  | —      | —     | 8-й військовий округ | Лігниць |
| 1944    |        |       |                      |         |
| січень  | —      | —     | 8-й військовий округ | Лігниць |
| 1945    |        |       |                      |         |
| січень  | —      | —     | 8-й військовий округ | Лігниць |

### Склад
| Грудень 1940                            | Квітень 1943                                                |
| --------------------------------------- | ----------------------------------------------------------- |
| 15-й запасний танковий батальйон        | 15-й резервний навчальний танковий батальйон                |
| 85-й запасний моторизований полк        | 85-й резервний панцер-гренадерський полк                    |
| 30-й резервний моторизований батальйон  | —                                                           |
| 51-й резервний моторизований батальйон  | —                                                           |
| 116-й резервний моторизований батальйон | —                                                           |
| —                                       | 128-й резервний моторизований гренадерський навчальний полк |
| —                                       | 55-й резервний танковий розвідувальний батальйон            |
| —                                       | 8-й резервний дивізіон винищувачів танків                   |